# تولشیتسه
تولشیتسه (به چکی: Tulešice) یک منطقهٔ مسکونی در جمهوری چک است که در شهرستان زنویمو واقع شده‌است. تولشیتسه ۷٫۲۹ کیلومتر مربع مساحت و ۲۰۱ نفر جمعیت دارد و ۳۰۴ متر بالاتر از سطح دریا واقع شده‌است.